# مجلس مراقبة ألعاب القوى في ولاية نيوجيرسي
مجلس مراقبة ألعاب القوى في ولاية نيوجيرسي (بالإنجليزية: New Jersey State Athletic Control Board)‏ ينظم جميع مسابقات ومعارض القتال غير المسلح داخل ولاية نيوجيرسي، بما في ذلك الترخيص والإشراف على المنظمين، والملاكمين، وملاكمي الكيك بوكسينغ، ومقاتلي الفنون القتالية المختلطة، ومسؤولي الحلقات، والمديرين، وصانعي الثقاب.